# Théo Forner
  Théo Forner    (Espirà de l'Aglí, 17 d'octubre de 2001) és un jugador de rugbi nord-català. És jugador de l'USAP de Perpinyà i de la selecció francesa de rugbi a 7.

## Vida personal
Nascut a Espirà de l'Aglí, un poble de la comarca del Rosselló, el seu avi va jugar a rugbi a 15 i el seu pare va jugar a rugbi a 13 a Estagell abans de jugar també a rugbi a 15. Va jugar de jove a l'ESC BAC ASP d'Espirà de l'Aglí i es va formar a Perpinyà a l'institut Maillol. El 2019 va ser reclutat a l'acadèmia de la USAP.

## Carrera
Jugant com a ala, va passar per l'acadèmia de la USAP i va debutar a l'European Challenge Cup durant la temporada 2021-22. La temporada següent va debutar a la lliga amb el club.
Va tenir un debut impactant amb l'equip nacional de rugbi a 7 de França, i va ser nomenat com a debutant de l'any al Rugby Sevens el maig de 2023.
L'any 2024, va jugar amb França quan van guanyar el bronze al 2024 Canada Sevens de l'SVNS 2023-24, i les seves actuacions van fer que fos sobrenomenat el "príncep de Vancouver" als mitjans de comunicació. Després, va marcar un assaig a la final del 2024 USA Sevens a Los Angeles quan França va vèncer a la Gran Bretanya a la final per la seva primera victòria en un torneig internacional en 19 anys. També va guanyar el seu partit número 50 amb l'equip nacional de rugbi a 7 de França durant la competició. El juny de 2024, va marcar a la final quan França va guanyar els 2024 Spain Sevens a Madrid.
El juliol de 2024, va ser confirmat com a membre del seleccionat francès per la competició de rugbi a 7 dels Jocs Olímpics de París de 2024. El jugador de l'Espirà de l'Aglí va guanyar l'or olímpic a la final disputada a l'Stade de France contra Fiji. Tanmateix, no va poder disputar la final degut a una greu lesió als lligaments encreuats del genoll esquerre en la fase d'eliminatòries. Aquest guardó, nogensmenys, el va convertir en el primer medallista català i dels Països Catalans de l'edició parisenca del certamen olímpic.